# Тральщики типа «Альта»
Тральщики типа «Альта» — норвежские тральщики, состоящие на вооружении военно-морских сил Норвегии. По конструкции близки к тральщикам типа «Оксёй». Строились с 1990 по 1997 годы, в строю с 1996 года. Всего было построено 9 таких кораблей: 5 минных заградителей и 4 минных тральщика. Из девяти кораблей в строю осталось только пять: один корабль сгорел дотла во время пожара, второй сел на мель и был серьёзно повреждён, ещё два были исключены из списков флота.

## О конструкции
Корпус сделан из стеклопластика с небольшим магнитным полем. Движение судну придают не только основные двигатели, но и два водомётных движителя, позволяющие развивать скорость до 20 узлов. Ватерлиния на каждом тральщике расположена на довольно небольшой высоте, что снижает риск столкновения с минами и размеры повреждений. В состав противоминного вооружения входят тралы Oropesa (механический), Agate (акустический) и Elma (магнитный). Основным оружием каждого тральщика является ПЗРК «Мистраль» и 20-мм автоматическое орудие «Рейнметалл».

## Минные заградители
| Имя                   | Номер вымпела | Производитель  | Судьба                                                 |
| --------------------- | ------------- | -------------- | ------------------------------------------------------ |
| Альта (норв. Alta)    | M350          | Kværner Mandal | В строю                                                |
| Отра (норв. Otra)     | M351          | Kværner Mandal | В строю                                                |
| Раума (норв. Rauma)   | M352          | Kværner Mandal | В строю                                                |
| Оркла (норв. Orkla)   | M353          | Kværner Mandal | Сгорел в 2002 году                                     |
| Гломма (норв. Glomma) | M354          | Kværner Mandal | Законсервирован в 1999 году Продан на слом в 2009 году |